# Liste der Monuments historiques in Braux-Saint-Remy
Die Liste der Monuments historiques in Braux-Saint-Remy führt die Monuments historiques in der französischen Gemeinde Braux-Saint-Remy auf.

## Liste der Objekte
| Bezeichnung                | Beschreibung                          | Standort                     | Kennzeichnung | Schutzstatus | Datum | Bild |
| -------------------------- | ------------------------------------- | ---------------------------- | ------------- | ------------ | ----- | ---- |
| Skulptur Heiliger Eligius  | Holz, farbig gefasst, 18. Jahrhundert | in der Kirche St-Remi (Lage) | PM51002082    | Inscrit      | 1974  |      |
| Skulptur Heiliger Remigius | Holz, farbig gefasst, 17. Jahrhundert | in der Kirche St-Remi (Lage) | PM51002083    | Inscrit      | 1974  |      |
| Skulptur Madonna mit Kind  | Holz, farbig gefasst, 18. Jahrhundert | in der Kirche St-Remi (Lage) | PM51002081    | Inscrit      | 1974  |      |
| Gemälde Taufe Chlodwigs    | Ölfarbe auf Leinwand, 17. Jahrhundert | in der Kirche St-Remi (Lage) | PM51002078    | Inscrit      | 1974  |      |
| Prozessionskreuz (1)       | Metall, versilbert, 19. Jahrhundert   | in der Kirche St-Remi (Lage) | PM51002079    | Inscrit      | 1974  |      |
| Prozessionskreuz (2)       | Metall, versilbert, 19. Jahrhundert   | in der Kirche St-Remi (Lage) | PM51002080    | Inscrit      | 1974  |      |